# Gegard Mousasi
Geghard Movsesian (Teerã, 1 de agosto de 1985) é um lutador armeno-neerlandês de artes marciais mistas (MMA). Gegard é ex-campeão do DREAM na categoria peso-médio e do Strikeforce na categoria meio-pesado. Atualmente, ele está competindo pelo Bellator.

## Carreira
Iniciou sua carreira no boxe aos 15 anos. Depois passsou a praticar kickboxing e seguindo para o MMA. Começou no peso-médio, foi para o meio-pesado, e agora retornou ao peso-médio no UFC. Mousasi foi companheiro de treino de Fedor Emelianenko, na academia Red Devil Sport Club.

### Grand Prix dos meio-médios do Pride FC
Em 2006, Mousasi assinou com o Pride Fighting Championships e fez parte do Grand Prix dos meio-médios. Lá Mousasi venceu o cubano Hector Lombard via decisão.

### Dream Grand Prix dos pesos-médios

#### O Cinturão do Dream Grand Prix dos pesos médios
No primeiro round, Mousasi derrotou o canadense Denis Kang por um triângulo. Mousasi venceu todas as lutas, e fez a final com o brasileiro Ronaldo Souza, o Jacaré. Mousasi venceu Jacaré com uma pedalada, e se consagrou campeão do Dream 6.

### Strikeforce

#### O Cinturão dos meio-pesados
Mousasi derrotou o brasileiro Renato Sobral, o Babalu por nocaute no primeiro minuto e se tornou o campeão dos meio-pesados do Strikeforce.

### Ultimate Fighting Championship
Em sua primeira luta no UFC ocorrida no dia 6 de abril de 2013, Mousasi encarou o sueco Ilir Latifi no UFC on Fuel TV: Mousasi vs. Latifi após Alexander Gustafsson ser substituído por lesão. Lutando em casa, Latifi, no primeiro round até tentou acertar seu adversário, porém com uma envergadura menor, acabou sendo controlado por Mousasi que dominou o octógono fazendo com que Latifi corresse pelo cage fugindo de seus ataques.

#### Descida para o peso-médio
Em Jaraguá do Sul, no Brasil, Gegard fez a luta principal contra o brasileiro Lyoto Machida no UFC Fight Night: Machida vs. Mousasi, ocorrido em 8 de fevereiro de 2014, combate em que o lutador armênio-holandês foi derrotado por decisão unânime dos juízes.
Mousasi venceu Mark Munoz no evento principal do UFC Fight Night: Muñoz vs. Mousasi ocorrido dia 31 de maio de 2014. Com muita calma no combate, Mousasi aplicou uma queda em Muñoz, ficando montado nas suas costas e, com categoria, encaixou um mata-leão, forçando o americano a desistir do combate logo no primeiro round.
Depois de vencê-lo no Dream 6, Mousasi enfrentaria Ronaldo Souza pela segunda vez no dia 2 de agosto de 2014 no UFC 176. No entanto, devido a uma lesão de José Aldo que faria o evento principal, o evento foi cancelado e a luta movida para o evento principal do UFC Fight Night: Jacaré vs. Mousasi II em 5 de setembro de 2014. Mousasi foi derrotado por finalização no terceiro round com uma guilhotina.
Mousasi enfrentou o veterano Dan Henderson em 24 de Janeiro de 2015 no UFC on Fox: Gustafsson vs. Johnson e o derrotou por nocaute técnico no primeiro round. Mousasi ainda ganhou um bônus de US$50,000 pela Performance da Noite.
Mousasi enfrentou Costa Philippou em 16 de Maio de 2015 no UFC Fight Night: Edgar vs. Faber e saiu vencedor por decisão unânime.
Mousasi era esperado para enfrentar Roan Carneiro em 27 de Setembro de 2015 no UFC Fight Night: Barnett vs. Nelson. No entanto, uma lesão tirou Carneiro do evento, e ele foi substituído por Uriah Hall. Mousasi foi derrotado por nocaute técnico no segundo round, sofrendo sua primeira derrota por nocaute na carreira.
Mousasi enfrentou o brasileiro Thales Leites no UFC Fight Night : Silva vs. Bisping, em Londres, vencendo por Decisão Unânime dos Juízes.
Mousasi enfrentou outro brasileiro, o Thiago de Lima Santos no UFC 200 e venceu com um belo uppercut seguido de socos. A vitória lhe rendeu o prêmio de performance da noite.
Foi escalado para enfrentar o veterano Vitor Belfort no UFC 204 realizado em Manchester, Inglaterra. Mousasi nocauteou o brasileiro com menos de três minutos do segundo round, depois de uma sequência de socos no chão.
Mousasi fez uma revanche contra Uriah Hall em 19 de novembro de 2016 no UFC Fight Night: Mousasi vs. Hall 2. Ele venceu por nocaute técnico no primeiro round.
Mousasi encarou o ex-campeão dos médios Chris Weidman em 8 de abril de 2017 no UFC 210. A luta teve um resultado polêmico, após Mousasi aplicar duas joelhadas na cabeça de Weidman. O árbitro Dan Miragliota interrompeu o combate afirmando que foram joelhadas ilegais, porém no replay ainda dentro do octógono foi mostrado que as joelhadas foram legais. O árbitro então deu vitória por nocaute técnico para Mousasi.

### Bellator
Após o fim de seu contrato com o UFC, Mousasi declarou que não renovaria o contrato com a organização, e logo em seguida, foi anunciado a contratação de Mousasi, no segundo maior evento de MMA do mundo, o Bellator.
Sua estreia na organização foi contra o russo Alexander Shlemenko no dia 20 de outubro de 2017. Mousasi venceu claramente o primeiro round, mas após uma inchação no olho, seu rendimento começou a cair. E no final, Mousasi venceu o russo em uma polêmica decisão dos juízes.

## Títulos e feitos
Cage Warriors Fighting Championship
- Campeão Peso Médio (2006)

DREAM
- Campeão do (DREAM Middleweight Championship  – último e único campeão)
- Campeão do (DREAM Middleweight Grand Prix Champion em 2008)
- Campeão do (DREAM Light Heavyweight Grand Prix Champion em 2010)

Strikeforce
- Campeão Meio-Pesado do Strikeforce (2009)

Ultimate Fighting Championship
- Luta da noite (1 vez)
- Performance da noite (3 vezes)

Outros
- Lutador Internacional do Ano de 2009 – (Wold MMA Awards)
- Lutador do Ano de 2008 – (Bleacher Report)

## Cartel no MMA
| Cartel no MMA   |             |            |
| 60 lutas        | 49 vitórias | 9 derrotas |
| Por nocaute     | 28          | 1          |
| Por finalização | 12          | 3          |
| Por decisão     | 9           | 5          |
| Empates         | 2           | 2          |

| Res.    | Cartel | Oponente             | Método                                         | Evento                                     | Data       | Round | Tempo | Local                       | Notas                                                                                     |
| ------- | ------ | -------------------- | ---------------------------------------------- | ------------------------------------------ | ---------- | ----- | ----- | --------------------------- | ----------------------------------------------------------------------------------------- |
| Derrota | 49-9-2 | Fabian Edwards       | Decisão (unânime)                              | Bellator 296: Mousasi vs. Edwards          | 12/05/2023 | 5     | 5:00  | Paris                       |                                                                                           |
| Derrota | 49-8-2 | Johnny Eblen         | Decisão (unânime)                              | Bellator 282: Mousasi vs. Eblen            | 24/06/2022 | 5     | 5:00  | Uncasville, Connecticut     | Perdeu o Cinturão Peso Médio do Bellator.                                                 |
| Vitória | 49-7-2 | Austin Vanderford    | Nocaute Técnico (socos)                        | Bellator 275: Mousasi vs. Vanderford       | 25/02/2022 | 1     | 1:25  | Dublin                      | Defendeu o Cinturão Peso Médio do Bellator.                                               |
| Vitória | 48-7-2 | John Salter          | Nocaute Técnico (socos)                        | Bellator 264: Mousasi vs. Salter           | 13/08/2021 | 3     | 2:07  | Uncasville, Connecticut     | Defendeu o Cinturão Peso Médio do Bellator.                                               |
| Vitória | 47-7-2 | Douglas Lima         | Decisão (unânime)                              | Bellator 250: Mousasi vs. Lima             | 29/10/2020 | 5     | 5:00  | Uncasville, Connecticut     | Ganhou o Cinturão Peso Médio Vago do Bellator.                                            |
| Vitória | 46-7-2 | Lyoto Machida        | Decisão (dividida)                             | Bellator 228                               | 28/09/2019 | 3     | 5:00  | Inglewood, Califórnia       |                                                                                           |
| Derrota | 45-7-2 | Rafael Lovato Jr.    | Decisão (majoritária)                          | Bellator 223                               | 22/06/2019 | 5     | 5:00  | Wembley                     | Perdeu o Cinturão Peso Médio do Bellator.                                                 |
| Vitória | 45-6-2 | Rory MacDonald       | Nocaute Técnico (cotoveladas e socos)          | Bellator 206: Mousasi vs. MacDonald        | 29/09/2018 | 2     | 3:23  | San José, Califórnia        | Defendeu o Cinturão Peso Médio do Bellator.                                               |
| Vitória | 44-6-2 | Rafael Carvalho      | Nocaute Técnico (socos)                        | Bellator 200: Carvalho vs. Mousasi         | 25/05/2018 | 1     | 3:55  | Londres                     | Ganhou o Cinturão Peso Médio do Bellator.                                                 |
| Vitória | 43-6-2 | Alexander Shlemenko  | Decisão (unânime)                              | Bellator 185: Mousasi vs. Shlemenko        | 20/10/2017 | 3     | 5:00  | Uncasville, Connecticut     | Estreia no Bellator.                                                                      |
| Vitória | 42-6-2 | Chris Weidman        | Nocaute Técnico (joelhadas)                    | UFC 210: Cormier vs. Johnson II            | 08/04/2017 | 2     | 3:13  | Buffalo, New York           |                                                                                           |
| Vitória | 41-6-2 | Uriah Hall           | Nocaute Técnico (socos)                        | UFC Fight Night: Mousasi vs. Hall II       | 19/11/2016 | 1     | 4:37  | Belfast                     |                                                                                           |
| Vitória | 40-6-2 | Vitor Belfort        | Nocaute Técnico (socos)                        | UFC 204: Bisping vs. Henderson II          | 08/10/2016 | 2     | 2:43  | Manchester                  |                                                                                           |
| Vitória | 39-6-2 | Thiago Marreta       | Nocaute (socos)                                | UFC 200: Tate vs. Nunes                    | 09/07/2016 | 1     | 4:32  | Las Vegas, Nevada           | Performance da Noite.                                                                     |
| Vitória | 38-6-2 | Thales Leites        | Decisão (unânime)                              | UFC Fight Night: Silva vs. Bisping         | 27/02/2016 | 3     | 5:00  | Londres                     |                                                                                           |
| Derrota | 37-6-2 | Uriah Hall           | Nocaute Técnico (chute rodado voador e socos)  | UFC Fight Night: Barnett vs. Nelson        | 27/09/2015 | 2     | 0:25  | Saitama                     |                                                                                           |
| Vitória | 37-5-2 | Costa Philippou      | Decisão (unânime)                              | UFC Fight Night: Edgar vs. Faber           | 16/05/2015 | 3     | 5:00  | Manila                      |                                                                                           |
| Vitória | 36-5-2 | Dan Henderson        | Nocaute Técnico (socos)                        | UFC on Fox: Gustafsson vs. Johnson         | 24/01/2015 | 1     | 1:10  | Estocolmo                   | Performance da Noite.                                                                     |
| Derrota | 35-5-2 | Ronaldo Souza        | Finalização (guilhotina)                       | UFC Fight Night: Jacaré vs. Mousasi II     | 05/09/2014 | 3     | 4:30  | Ledyard, Connecticut        |                                                                                           |
| Vitória | 35-4-2 | Mark Muñoz           | Finalização (mata leão)                        | UFC Fight Night: Muñoz vs. Mousasi         | 31/05/2014 | 1     | 4:15  | Berlim                      | Performance da Noite.                                                                     |
| Derrota | 34-4-2 | Lyoto Machida        | Decisão (unânime)                              | UFC Fight Night: Machida vs. Mousasi       | 08/02/2014 | 5     | 5:00  | Jaraguá do Sul              | Estreia nos Médios; Luta da Noite.                                                        |
| Vitória | 34-3-2 | Ilir Latifi          | Decisão (unânime)                              | UFC on Fuel TV: Mousasi vs. Latifi         | 06/04/2013 | 3     | 5:00  | Estocolmo                   |                                                                                           |
| Vitória | 33-3-2 | Mike Kyle            | Finalização (mata leão)                        | Strikeforce: Marquardt vs. Saffiedine      | 12/01/2013 | 1     | 4:09  | Oklahoma City, Oklahoma     |                                                                                           |
| Vitória | 32-3-2 | Ovince St. Preux     | Decisão (unânime)                              | Strikeforce: Melendez vs. Masvidal         | 17/12/2011 | 3     | 5:00  | San Diego, California       |                                                                                           |
| Vitória | 31-3-2 | Hiroshi Izumi        | Nocaute Técnico (socos)                        | Dream: Japan GP Final                      | 16/07/2011 | 1     | 3:28  | Tóquio                      | Defendeu o Cinturão Meio Pesado do Dream.                                                 |
| Empate  | 30-3-2 | Keith Jardine        | Decisão (empate majoritário)                   | Strikeforce: Diaz vs. Daley                | 09/04/2011 | 3     | 5:00  | San Diego, California       | Mousasi perdeu um ponto por uma pedalada ilegal.                                          |
| Vitória | 30-3-1 | Tatsuya Mizuno       | Finalização (mata leão)                        | Dream 16                                   | 25/09/2010 | 1     | 6:10  | Nagoya                      | Final do GP Meio Pesado do Dream; Ganhou o Cinturão Meio Pesado do Dream.                 |
| Vitória | 29-3-1 | Jake O'Brien         | Finalização (guilhotina)                       | Dream 15                                   | 10/07/2010 | 1     | 0:31  | Saitama                     | Semifinal do GP Meio Pesado do Dream; Luta não-válida pelo título; Peso Casado (212 lbs). |
| Derrota | 28-3-1 | Muhammed Lawal       | Decisão (unânime)                              | Strikeforce: Nashville                     | 17/04/2010 | 5     | 5:00  | Nashville, Tennessee        | Perdeu um ponto por uma pedalada ilegal; Perdeu o Cinturão Meio Pesado do Strikeforce.    |
| Vitória | 28-2-1 | Gary Goodridge       | Nocaute Técnico (socos)                        | Dynamite!! 2009                            | 31/12/2009 | 1     | 1:34  | Saitama                     | Luta no Peso Pesado.                                                                      |
| Vitória | 27-2-1 | Sokoudjou            | Nocaute Técnico (socos)                        | Strikeforce: Fedor vs. Rogers              | 07/11/2009 | 2     | 3:43  | Hoffman Estates, Illinois   | Luta não válida pelo título.                                                              |
| Vitória | 26-2-1 | Renato Sobral        | Nocaute (socos)                                | Strikeforce: Carano vs. Cyborg             | 15/08/2009 | 1     | 1:00  | San Jose, California        | Estreia no Strikeforce; Ganhou o Cinturão Meio Pesado do Strikeforce.                     |
| Vitória | 25-2-1 | Mark Hunt            | Finalização (kimura)                           | Dream 9                                    | 26/05/2009 | 1     | 1:20  | Yokohama                    | Luta em Peso Aberto; Quartas de Final do GP Super Hulk do Dream.                          |
| Vitória | 24-2-1 | Ronaldo Souza        | Nocaute (pedalada)                             | Dream 6                                    | 23/09/2008 | 1     | 2:15  | Saitama                     | Final do GP Peso Médio do Dream; Ganhou o Cinturão Peso Médio do Dream.                   |
| Vitória | 23-2-1 | Melvin Manhoef       | Finalização (triângulo)                        | Dream 6                                    | 23/09/2008 | 1     | 1:28  | Saitama                     | Semifinal do GP Peso Médio do Dream.                                                      |
| Vitória | 22-2-1 | Dong Sik Yoon        | Decisão (unânime)                              | Dream 4                                    | 15/06/2008 | 2     | 5:00  | Yokohama                    | Quartas de Final do GP Peso Médio do Dream.                                               |
| Vitória | 21-2-1 | Denis Kang           | Finalização (triângulo)                        | Dream 2                                    | 29/04/2008 | 1     | 3:10  | Saitama                     | Primeira Rodada do GP Peso Médio do Dream.                                                |
| Vitória | 20-2-1 | Steve Mensing        | Nocaute Técnico (socos)                        | M-1: Slamm                                 | 02/03/2008 | 1     | 2:43  | Landsmeer                   |                                                                                           |
| Vitória | 19-2-1 | Evangelista Santos   | Nocaute Técnico (socos)                        | HCF: Destiny                               | 01/02/2008 | 1     | 3:42  | Calgary, Alberta            |                                                                                           |
| Vitória | 18-2-1 | Damir Mirenic        | Nocaute Técnico (socos)                        | HCF: Title Wave                            | 19/10/2007 | 1     | 4:46  | Calgary, Alberta            |                                                                                           |
| Vitória | 17-2-1 | Kyacey Uscola        | Nocaute Técnico (socos)                        | Bodog Fight: Vancouver                     | 25/08/2007 | 1     | 4:56  | Vancouver, British Columbia |                                                                                           |
| Vitória | 16-2-1 | Alexander Kokoev     | Decisão (unânime)                              | M-1 MFC: Battles                           | 21/07/2007 | 3     | 5:00  | São Petersburgo             |                                                                                           |
| Vitória | 15-2-1 | Gregory Bouchelaghem | Finalização (socos)                            | CWFC: Enter The Rough House                | 09/12/2006 | 1     | 2:20  | Nottingham                  | Ganhou o Cinturão Peso Médio do Cage Warriors.                                            |
| Vitória | 14-2-1 | Hector Lombard       | Decisão (unânime)                              | Pride Bushido 13                           | 05/11/2006 | 2     | 5:00  | Yokohama                    | Luta alternativa do GP de Meio Médios de 2006 do Pride.                                   |
| Derrota | 13-2-1 | Akihiro Gono         | Finalização (chave de braço)                   | Pride Bushido 12                           | 26/08/2006 | 2     | 4:24  | Nagoya                      | Quartas de Final do GP de Meio Médios de 2006 do Pride.                                   |
| Vitória | 13-1-1 | Makoto Takimoto      | Nocaute Técnico (órbitas oculares danificadas) | Pride Bushido 11                           | 04/06/2006 | 1     | 5:34  | Saitama                     | Estreia no Pride FC; Primeira Rodada GP de Meio Médio de 2006 do Pride.                   |
| Vitória | 12-1-1 | Hidetada Irie        | Nocaute Técnico (socos)                        | Deep 24 Impact                             | 11/04/2006 | 2     | 1:29  | Tóquio                      |                                                                                           |
| Vitória | 11-1-1 | Sanjin Kadunc        | Nocaute Técnico (golpes)                       | Future Battle                              | 05/03/2006 | 1     | 0:35  | Bergen op Zoom              |                                                                                           |
| Vitória | 10-1-1 | Andre Fyeet          | Nocaute Técnico (socos)                        | 2H2H: Mixed Fight                          | 17/12/2005 | 1     | 0:40  | Landsmeer                   |                                                                                           |
| Vitória | 9-1-1  | Tsuyoshi Kurihara    | Nocaute (joelhada)                             | Deep 22 Impact                             | 02/12/2005 | 1     | 0:10  | Tóquio                      |                                                                                           |
| Vitória | 8-1-1  | Stefan Klever        | Nocaute Técnico (socos)                        | Bushido Europe: Rotterdam Rumble           | 09/10/2005 | 1     | 3:39  | Rotterdam                   |                                                                                           |
| Vitória | 7-1-1  | Chico Martinez       | Finalização (mata leão)                        | JE: Holland vs Russia                      | 24/04/2005 | 1     | 4:27  | Landsmeer                   |                                                                                           |
| Vitória | 6-1-1  | John Donnelly        | Nocaute (soco)                                 | Rings: Bushido Ireland                     | 12/03/2005 | 1     | 1:02  | Irlanda                     |                                                                                           |
| Derrota | 5-1-1  | Petras Markevičius   | Finalização (chave de braço)                   | Fight Festival 13                          | 28/02/2005 | 2     | 1:49  | Helsinki                    |                                                                                           |
| Vitória | 5-0-1  | Erik Aganov          | Finalização (mata leão)                        | M-1: International Fight Night             | 05/02/2005 | 1     | 2:16  | São Petersburgo             |                                                                                           |
| Vitória | 4-0-1  | Rody Trost           | Nocaute Técnico (golpes)                       | IMA: Mix Fight                             | 19/12/2004 | 1     | 3:18  | Landsmeer                   |                                                                                           |
| Vitória | 3-0-1  | Niko Puhakka         | Finalização (mata leão)                        | Fight Festival 11                          | 11/09/2004 | 2     | 2:17  | Helsinki                    |                                                                                           |
| Empate  | 2-0-1  | Gilson Ferreira      | Empate                                         | Together Productions: Fight Gala           | 15/11/2003 | 2     | 5:00  | Zaandam                     |                                                                                           |
| Vitória | 2-0    | Xander Nel           | Nocaute Técnico (golpes)                       | IMA: Mixfight Gala                         | 12/10/2003 | 1     | 1:05  | Badhoevedorp                |                                                                                           |
| Vitória | 1-0    | Daniel Spek          | Nocaute Técnico (corte)                        | 2H2H: 1st Open Team Mixfight Championships | 27/04/2003 | 1     | 3:40  | Amsterdam                   |                                                                                           |